# Porto di Pescara
Il porto di Pescara è un porto del Medio Adriatico situato alla foce del fiume Pescara. Il porto
di Pescara è classificato II° categoria – I° classe, cioè di competenza del Ministero delle Infrastrutture. Oltre alle storiche strutture portuali, situate sulle banchine del fiume Pescara e chiamate porto Canale, tra il 1984 e il 1989 venne realizzata una seconda struttura immediatamente a sud della foce del fiume, il porto Turistico "Marina di Pescara", terzo approdo turistico italiano dopo quelli di Savona e Napoli e gestito dalla camera di commercio di Chieti-Pescara.

## Storia

### Periodo antico e medioevo
Il porto di Pescara, fin dall'antichità, ha sempre rappresentato una fonte di sostentamento per le popolazioni italiche che abitavano la regione. Esso divenne poi emporio commerciale sotto i Romani, punto di snodo per il carico e lo scarico delle merci provenienti dall’interno dell’aquilano e dal Lazio tramite la via Tiburtina Valeria. Anche zone più vicine se ne avvantaggiavano, come per esempio la fornace che in epoca romana operava a Santa Teresa di Spoltore, producendo anfore a livello industriale esportate tramite imbarcazioni che risalivano il corso del fiume Pescara. La stessa cosa accadeva lungo il corso del fiume Saline, con l’altra fornace industriale rinvenuta a Marina di Città Sant'Angelo. Anche altre aree dell'interno, quali quelle del vicus di Interpromium presso l’attuale Tocco da Casauria, si servivano della via d’acqua costituita dal fiume Pescara.
Nel V e VI secolo la caduta dell'Impero romano d'occidente, le invasioni barbariche ed infine la Guerra gotica e l'invasione longobarda, determinarono una lunga fase di involuzione e di abbandono del centro abitato dovuta, oltre alle rovine ed ai saccheggi perpetrati dagli invasori, anche al venir meno di uno stato centrale; vi fu anche a seguito delle continue guerre una stagnazione e regressione economica della città, che iniziò ad arrestarsi sono intorno all'anno mille. In epoca medievale, dopo i lavori di consolidamento e rifacimento delle strutture portuali ad opera del re normanno Ruggiero II e del nobile Anfuso di Petterana, il porto pescarese conobbe una nuova fase di sviluppo, anche grazie alle Crociate, che incrementarono i traffici verso l’oriente.
Attestata in città anche la presenza di varie precettorie (o consolati), nonché di vari mercanti che vi svolgevano traffici e che vi facevano tappa anche se non vi risiedevano. Tra le varie precettorie, vi erano quella dei Templari e quella dei Cavalieri Ospitalieri (che la ereditarono), il vice consolato di Venezia, attivato verso la metà del 1600 e quello dello Stato Pontificio.

### Storia Moderna
Nel Quattrocento la Repubblica di Venezia esercitava incontrastata il suo ruolo di potenza marittima, considerando i vari porti presenti lungo l’Adriatico come delle sue colonie ed arrivando, in caso di conflitti, ad impartire dure punizioni come accadde a Pescara nel 1482. Tra i mercanti veneziani, sembra che la marineria di Chioggia espletasse un ruolo primario in Abruzzo, infatti essi erano interessati ad importare nel mercato di Venezia derrate alimentari quali vino , olio, aceto, agrumi, riso e lana. Anche nell'entroterra si andavano sviluppavando ulteriori traffici, con molte città quali L’Aquila che beneficiarono di un sostanziale sviluppo in quegli anni, con i loro traffici che attiravano anche una folta platea di mercanti fiorentini alla ricerca di zafferano, lana e seta e, dietro di loro, la stessa famiglia dei Medici, che per incrementare il commercio di lana e zafferano acquistò tra la fine del Quattrocento e la prima metà del Cinquecento tutti i feudi dell’antica baronia di Carapelle, compresi Rocca Calascio e Santo Stefano di Sessanio.
I traffici di queste merci via mare passavano dal porto di Pescara, che restava per i mercanti la via meglio collegata per raggiungere Napoli dall'Adriatico. Il porto aveva i suoi traffici giornalieri, ed aveva anche varie locande che ospitavano la gente di passaggio, ma erano altre le realtà ad imporsi nella zona, come Lanciano, che nel periodo che va dal Quattrocento a quasi tutto il Cinquecento, ebbe uno sviluppo assai maggiore di Pescara, diventando uno dei principali punti di snodo dei traffici commerciali tra il Regno di Napoli, l'Italia settentrionale e l’Europa, con il porto di San Vito che conseguentemente crebbe di importanza. Tra la fine del Cinquecento e la prima metà del Seicento importanti mutamenti scompigliarono gli equilibri commerciali italiani, quali la scoperta di nuove rotte commerciali, con un conseguente abbassamento dei costi, la crescente espansione ottomana nell’Egeo, con la scomparsa di preziose rotte commerciali per Venezia e Genova ed il fatto che ormai le merci non seguivano più i mercanti ma viaggiavano autonomamente, fatto che rendeva impellente la sicurezza dei traffici marittimi, posti a rischio dalle frequenti incursioni dei pirati e della flotta ottomana.
La fiera di Lanciano, con le mutate condizioni di incertezza, si ridimensionò a vantaggio del porto di Pescara, che ritenuto assai sicuro grazie anche alla presenza della grande fortezza, conobbe una discreta crescita commerciale. Uno studio recente evidenzia come nei primi anni del 1600, precisamente nel 1640, Pescara, grazie alla politica di esenzione fiscale attuata dagli spagnoli, ormai annoverasse quasi 600 famiglie, molte delle quali provenienti dalla Romagna. Lo studio evidenzia i traffici marittimi che passarono per Pescara nel 1639, l'unico anno per cui sono state rinvenute informazioni certe. Il quadro è quello di una realtà dinamica, che racconta di un porto ove transitano diversi prodotti commerciali, spesso diretti alla vicina Chieti ma anche verso L’Aquila, Penne, Sulmona, Caramanico e Napoli; le merci provenienti da Venezia infatti potevano arrivare a Pescara in 11 giorni, ed in altrettanti giorni, attraverso la “Via degli Abruzzi”, giungere a Napoli, consentendo alle merci di transitare fra le due grandi città portuali italiane in soli 22 giorni.
Nell’ambito di questa corrente di traffici con il nord Italia, Pescara fu privilegiata come nuovo punto di riferimento, in quanto era in grado di offrire maggiori garanzie quanto a sicurezza ed economicità, anche grazie al “franco imposte del feudatario” e dell’esenzione fiscale degli spagnoli; inoltre, essa offriva un migliore collegamento con l’entroterra e con Napoli, poiché nel 1600 la circumnavigazione della penisola, a causa dei numerosi navigli turchi presenti nel mediterraneo, era ritenuta una soluzione insicura. La fortezza, inoltre era uno dei più importanti baluardi difensivi del Regno, ed impegnava nel 1612 la ragguardevole cifra di 9.628 ducati per i lavori di manutenzione, più di quelli destinati al Castel Novo a Napoli. Tutte queste condizioni favorevoli consentirono un commercio “stanziale” praticato da mercanti forestieri, veneziani e bergamaschi in particolare, che gestivano i loro traffici attraverso il porto di Pescara. Venezia, in seguito alle lunghe guerre effettuate con gli Ottomani, aveva perso moltissime isole nell’Egeo, e fu quindi costretta a ridimensionare i suoi traffici, orientandoli verso l’interno del bacino dell’Adriatico, specie per il proprio rifornimento di alcune materie prime e della lana.
Questi mercanti forestieri operanti a Pescara, in particolare i veneziani, spesso operavano in nome proprio per conto altrui, ed avevano il compito di reperire grandi quantità di lana che inviavano nei laboratori commerciali della bergamasca, reimportando in Abruzzo il prodotto finito. Nel 1600 questo ridimensionamento dei traffici veneziani determinò una riorganizzazione mercantile della repubblica su basi diverse, di cui si avvantaggiò Pescara.In questo periodo il traffico del porto di Pescara era superiore a quelli di Ortona e San Vito, e lo studio citato rileva che mentre quei due scali erano utilizzati da una serie di grossi mercanti, residenti in Chieti e Lanciano, che controllavano una buona parte del commercio all’ingrosso costiero, quello di Pescara era invece orientato verso una pluralità di destinazioni (Chieti, L’Aquila, Sulmona, Penne) e trattava merci molto più variegate. Dai registri di carico e scarico delle merci si apprende come esse provenissero da Bergamo, Salò, Cremona, Firenze, Fabriano, Murano, Lugano e dalla Germania. Numerosi erano i prodotti delle manifatture bergamasche importati, in quanto in Abruzzo non si erano ancora sviluppate attività di tipo manifatturiero od industriale al di fuori della produzione delle apprezzate ceramiche di Castelli e delle coperte di lana, prodotte a Palena e Taranta Peligna.
La dichiarata ostilità di Lanciano, che si oppose sempre a che Pescara avesse una propria grande fiera, contribuì a limitare l'approdo pescarese solo a luogo di transito di merci, ostacolando lo sviluppo di un proprio centro mercantile ricco e florido. Nuovi problemi inoltre arrestarono lo sviluppo cittadino negli anni 1656 e 1657, a seguito di una terribile epidemia di peste. A distanza di 140 anni dall’attacco di Piyale Paşa, si aprì per Pescara un nuovo terribile ciclo di avvenimenti funesti, nei quali la città subì numerosi assedi, come nel 1707, nel 1734, nel 1798, nel 1799, 1806 e 1815, eventi che impedirono qualunque tipo di sviluppo sociale od economico.

### Storia contemporanea

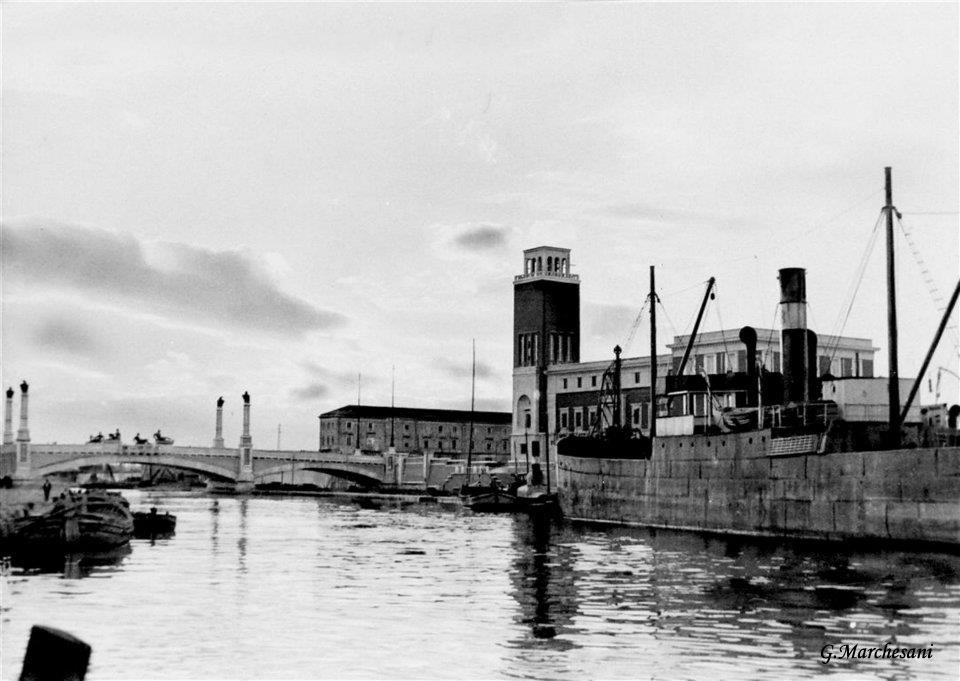
Il porto canale negli anni 1930

Nell’Ottocento, precisamente il 27 aprile 1825, Melchiorre Delfico si fece promotore di un progetto di potenziamento del porto pescarese, depositando un apposito progetto ove lo studioso, in modo assai acuto, dimostrava l’utilità dell’opera. Egli asseriva la necessità di edificare due banchine in forma non parallela della lunghezza di 960 canne (m. 2.540), utilizzando palafitte, graticolato e breccia, ed una grande scogliera avrebbe dovuto proteggere il porto dalle onde, prevedendo anche un sistema di chiuse tra i pilastri delle banchine, un faro ed un lazzaretto sulla banchina. Se l’opera fosse stata realizzata così come ideata da Delfico, Pescara che nel 1700 era già il primo porto d’Abruzzo sarebbe rimasto probabilmente tale anche negli anni successivi. Fu preferito, invece, investire su Ortona e Vasto, anche a causa dei bassi fondali che da sempre sono stati problematici per i navigli che dovevano attraccare su Pescara. Nonostante le difficoltà, tra la fine del 1800 ed i primi anni del 1900 il porto di Pescara fece comunque da volano allo sviluppo industriale della Val Pescara: infatti già intorno al 1890 vennero avviati degli insediamenti estrattivi minerari a Scafa e San Valentino dalla società tedesca Reh e dalla società inglese “The Neuchatel Asphalte Company”. Quest’ultima aveva incrementato la produzione di asfalto e bitume da 7.900 a 20.000 tonnellate con un movimento finanziario salito ad 800.000 lire. Il porto di Pescara era anche ben servito dalle linee di comunicazione, infatti oltre alla ferrovia Adriatica che già transitava in città dal 1863, nel 1887 venne attivato il tronco ferroviario Pescara - Sulmona, e nel 1888 la linea veniva completata fino a Roma. In tal modo la distanza con la capitale si riduceva a 240 Km, percorribili in qualche ora di treno.

Raccogliendo i frutti della crescente industrializzazione della Val Pescara, l'approdo cittadino entrò in forte concorrenza con il porto di Ortona, che si occupava anch’esso di smaltire gli approvvigionamenti della Val Pescara. Dopo molti anni di dibattiti e scontri fra le due amministrazioni comunali in cui si divideva l'odierno comune di Pescara (Castellammare Adriatico e la vecchia Pescara nella sua fortezza), il 14 agosto 1910 fu posta la prima pietra per i lavori di rifacimento del porto canale, su un progetto di fine Ottocento dell'ingegner Tommaso Mati, rivisto nel 1908 dall'ing. Lo Gatto. Il problema del porto canale era esattamente lo stesso che continua ad affliggerlo ai nostri giorni, ovvero i bassi fondali dell'approdo: il semplice prolungamento dei moli poteva assicurare al più dei fondali (tendenti ad insabbiarsi) profondi 3,5 metri, comunque insufficienti a garantire l’attracco dei grossi bastimenti, che venivano dirottati sul più funzionale porto ortonese, facendo sì che Ortona registrasse un maggiore traffico di bastimenti rispetto a Pescara, anche se negli anni a cavallo della prima guerra mondiale il divario parve ridursi, nonostante la battuta d'arresto durante periodo bellico dovuta alla pressoché totale mancanza di traffici commerciali causata dalla presenza in Adriatico della Marina Austriaca. Il porto di Pescara nel 1908 otteneva la terza classe, e nel 1912 la seconda classe, così raggiungendo la parità amministrativa con lo scalo ortonese. 

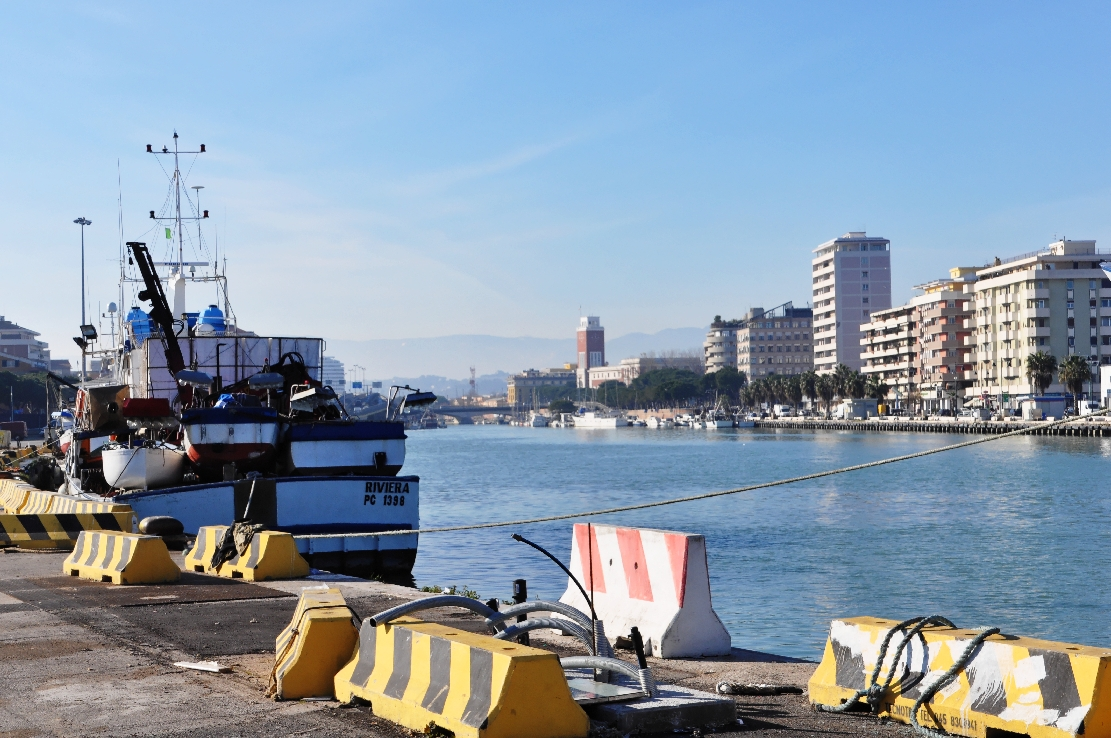
Le banchine del porto canale

Nel decennio compreso fra il 1928 ed il 1938 il porto di Pescara superò in traffici quello di Ortona, ritornando ad essere il primo in ambito regionale. Nel mentre, nel 1936 venivano ristrutturate delle banchine, prolungati i moli e realizzati la base per idrovolanti ed il raccordo ferroviario. La Seconda guerra mondiale arrestò bruscamente questo sviluppo, portando lutti e distruzioni. La città fu rasa al suolo per il 75 % della sua superficie dai bombardamenti degli Alleati, mentre i tedeschi in ritirata fecero saltare in aria le banchine del porto con vari natanti ancora attraccati e minarono, distruggendolo, il ponte Littorio e molti edifici con l’intento di ostacolare l’avanzata degli Alleati.

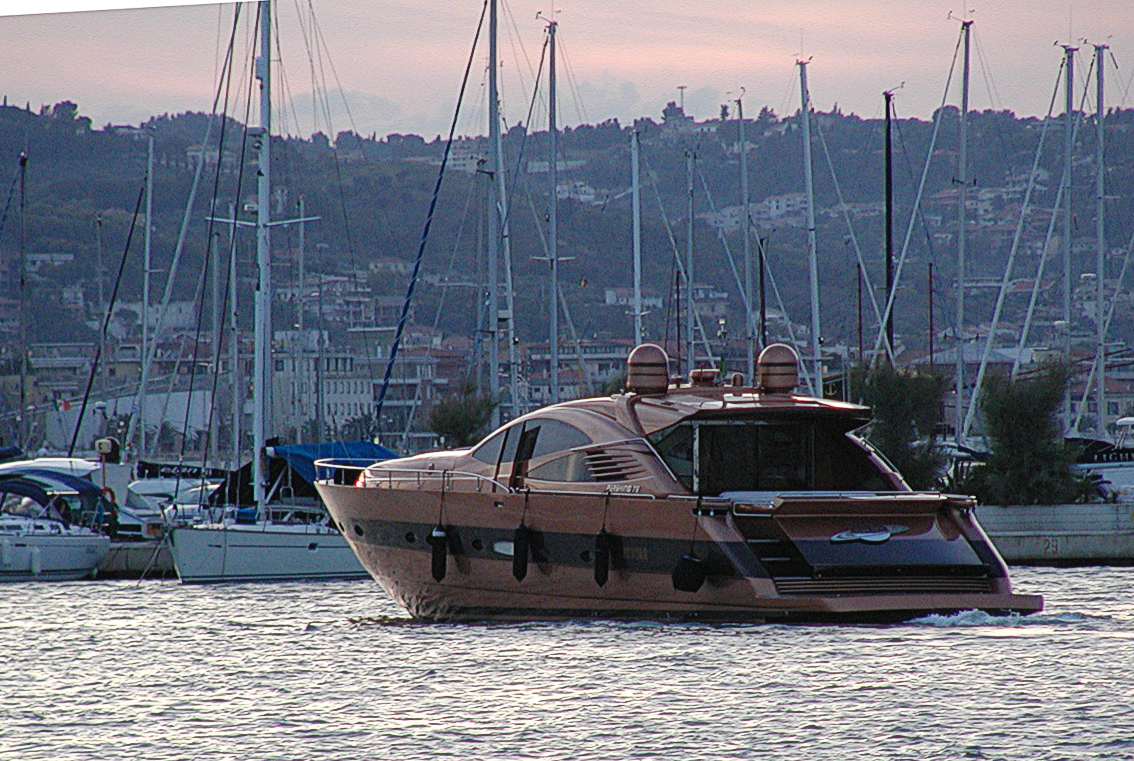
Uno yacht in ingresso al porto turistico

### Storia recente
In seguito alla ricostruzione postbellica il porto canale fu rapidamente ricostruito (insieme al ponte Risorgimento, che lo attraversa all'altezza del palazzo di Città) e per alcuni decenni contribuì alla rinascita della città grazie allo sviluppo dell'attività peschereccia, del traffico mercantile di piccolo cabotaggio, di quello petrolifero e al successivo traffico passeggeri con la Jugoslavia, tuttavia la crescente deindustrializzazione dell'area comportò una diminuzione dei traffici e la perdita definitiva del primato regionale, saldamente detenuto dal porto ortonese. La manutenzione dei fondali era effettuata da una draga fissa, che li manteneva intorno ai quattro metri, così come previsto dal progetto dell'ingegner Mati del 1868. Perduravano invece i problemi relativi ai bassi fondali e all'impossibilità di garantire un dragaggio periodico: negli anni 1980 furono avanzati alcuni progetti di consolidamento e ampliamento delle strutture esistenti, ed in seguito negli anni 1990 e 2000 furono lisciate le palafitte dei due moli guardiani e furono costruite una diga foranea e una darsena commerciale esterna al vecchio porto-canale (con fondali naturali di circa sette metri) per offrire un migliore attracco alle navi petroliere che già frequentavano il porto, ai traghetti passeggeri e a navi mercantili di tonnellaggio superiore. Ma il nuovo assetto del porto si rivelò presto problematico, sia a causa della necessità di continui dragaggi, spesso disattesi, per la manutenzione del vecchio porto-canale (riservato ai pescherecci), sia a causa degli interrimenti creati dalla diga foranea e dal trasporto solido del fiume nell'avanporto.

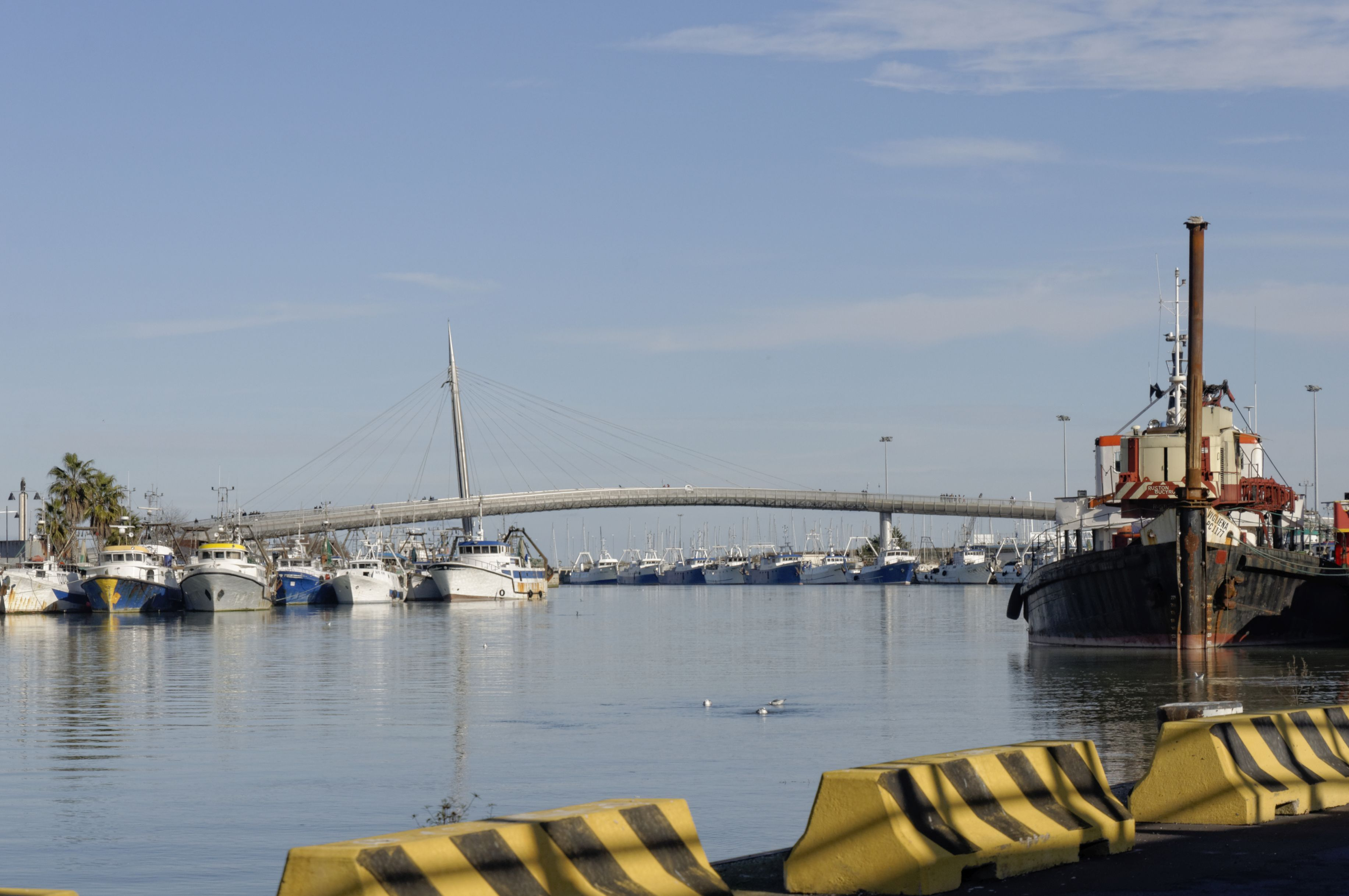
Pescherecci ormeggiati nel porto canale

Il nuovo assetto portuale, così ultimato nel 2005, causò sempre più interrimenti negli anni successivi, impedendo non solo il normale traffico peschereccio e l'abituale traffico commerciale ma anche ulteriori sviluppi del porto canale. Nel 2012 la cattiva condizione dei fondali ha imposto anche una chiusura completa al traffico. Nel 2013 una importante azione di dragaggio eseguita dal provveditorato alle opere pubbliche ha riportato i fondali interni del porto canale intorno ai 3,5 metri, dopo più di venti anni di mancata o saltuaria manutenzione, consentendo la riapertura al traffico peschereccio e mitigando gli elevati rischi di inondazione causati dalla piena del fiume dei primi giorni di dicembre 2013.
il 25 luglio 2014 il consiglio comunale di Pescara ha approvato un piano regolatore portuale d'intesa con l'autorità marittima. Il nuovo piano, che a giugno 2019 ha superato le valutazioni di impatto ambientale, è stato approvato da ministero e regione nel 2016: i lavori sono iniziati con l'apertura di un varco nella diga foranea, e la prevista realizzazione di una scogliera soffolta che sarà da base per il nuovo molo settentrionale.

## Il porto turistico Marina di Pescara

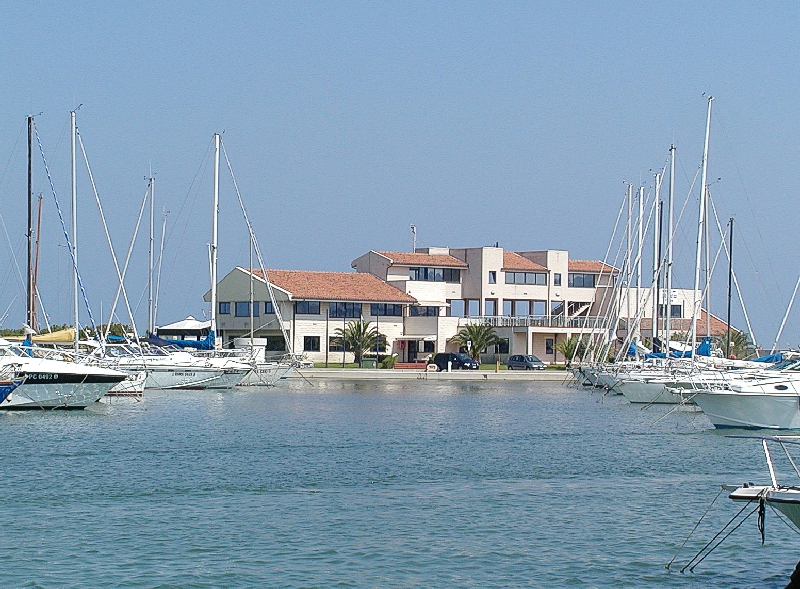
Il porto turistico

Negli anni 80, la camera di commercio cittadina propose all'amministrazione comunale il progetto di un porto turistico con annesse strutture di assistenza al diporto e alla navigazione. Ne nacque una moderna marina che conta numerosi posti barca e strutture cantieristiche all'avanguardia. Il Marina di Pescara, con i suoi 1250 posti barca, è uno dei più grandi porti turistici italiani, anche se soffre per un'imboccatura difficile, perché orientata a sud, e facilmente interrìta in mancanza di costanti dragaggi. Dal 1990 ha ottenuto ininterrottamente il riconoscimento della Bandiera blu per la qualità dei servizi offerti:
- Snack bar, ristoranti
- Agenzie pratiche nautiche
- Negozi di attrezzature ed accessori nautici
- Boutique
- Scuole nautiche, di vela e associazioni ricreative
- Charter nautico e brokeraggio
- Club House nel quale si trovano club nautico e Federazione Italiana Vela

Ogni anno inoltre, la marina organizza delle serate di intrattenimento con musica e spettacoli di vario tipo, come concerti musicali, spettacoli teatrali e proiezioni cinematografiche e anche altre manifestazioni di sport nautici.

## Il porto odierno
L'attuale porto di Pescara comprende oltre alle storiche banchine sul fiume, due banchine commerciali costruite nella darsena di levante, all'estremità meridionale della vecchia imboccatura. La costruzione della diga foranea, ultimata nel 2005, pone diverse problematiche al porto, ostacolando il normale deflusso verso il largo delle acque fluviali inquinate, che vengono spinte sulla costa imponendo divieti di balneazione, e creando importanti interrimenti che contribuiscono in maniera significativa all'insabbiamento del bacino portuale stesso e alla modifica dell'ecosistema della costa.

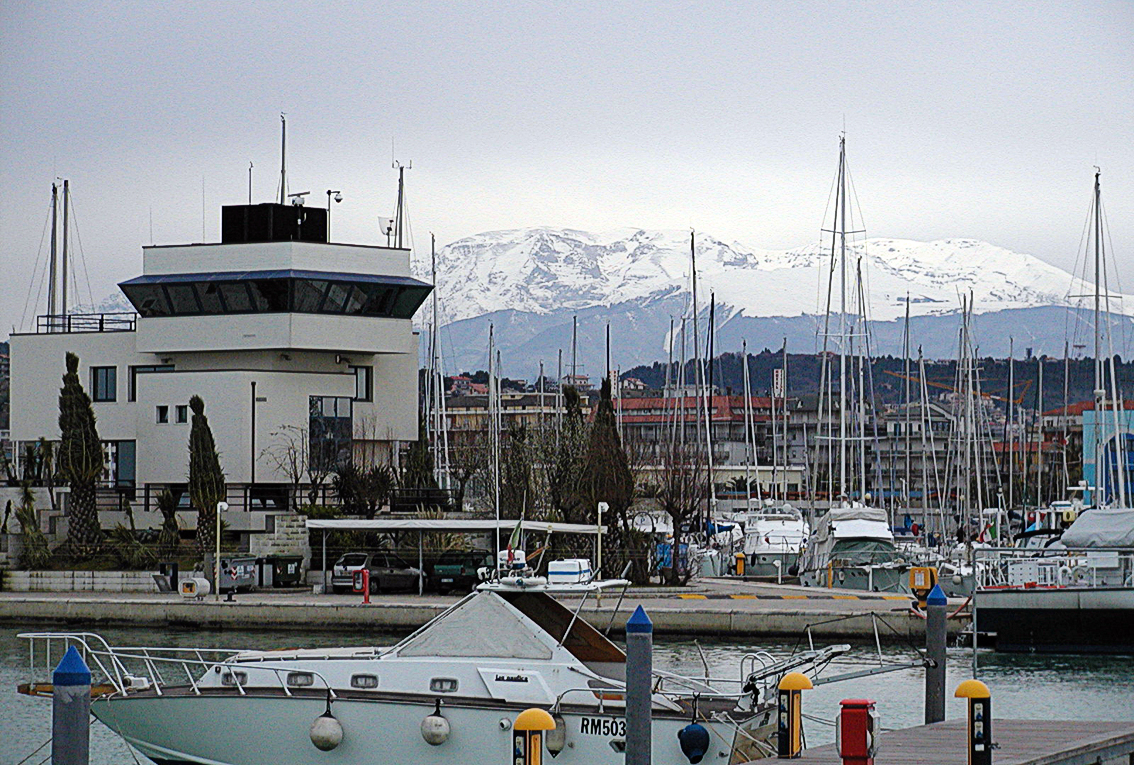
La Maiella vista dal porto turistico

Negli anni il porto di Pescara ha perso la sua vocazione commerciale anche a causa della mancanza di grandi aree per lo stoccaggio delle merci, in favore del traffico passeggeri e petrolifero (grazie ad una condotta privata che collega dal gennaio 1997 le navi ai depositi di carburante dell'area industriale nell'entroterra). L'attività commerciale (passeggeri, petrolifera e della pesca), che aveva subito una decrescita dall'ultimazione dell'assetto portuale del 2005 a causa degli interrimenti cronici dei fondali che impedivano le normali attività di attracco ed evoluzione, è ripresa a conclusione del dragaggio straordinario di quasi 300 000 m³ effettuato nel 2013, costato circa 13 milioni di euro sia per il grande quantitativo di fanghi prelevati sia perché, essendo fortemente inquinati dal fiume Pescara più che dalle normali attività portuali, non si è potuto sversarli in mare. Grazie ad esso, ha ripreso prima da luglio 2013 l'attività peschereccia, poi da aprile 2014 l'attività petrolifera e infine da luglio 2014 il traffico passeggeri con i collegamenti stagionali per la Croazia. Il nuovo Piano Regolatore portuale è stato approvato dalla regione Abruzzo nel Novembre 2016, ed i lavori di ammodernamento del porto sono iniziati a gennaio 2018 con l'apertura di un varco nella diga foranea.

## Attività del porto

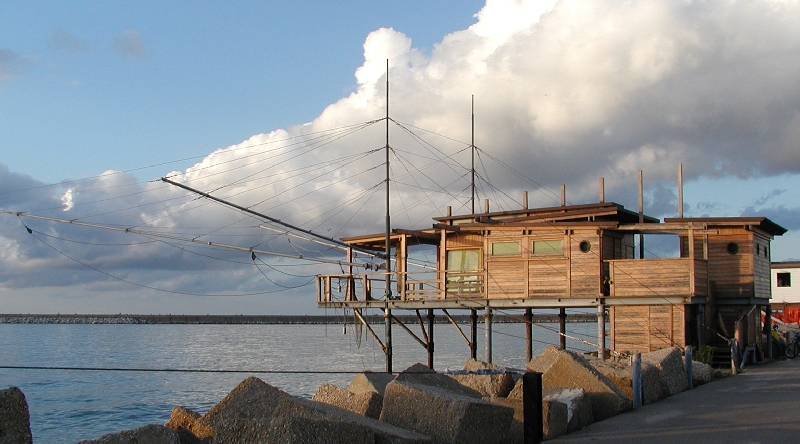
Un trabocco sul molo nord della foce del fiume

Nel porto si svolgono le seguenti attività:
- Peschereccia, sulle banchine nord e sud del porto canale.
- Diportistica, nei tratti a monte delle banchine del porto canale
- Commerciale, sulle banchine della darsena
- Passeggeri, sulle banchine della darsena.

## Destinazioni e compagnie marittime

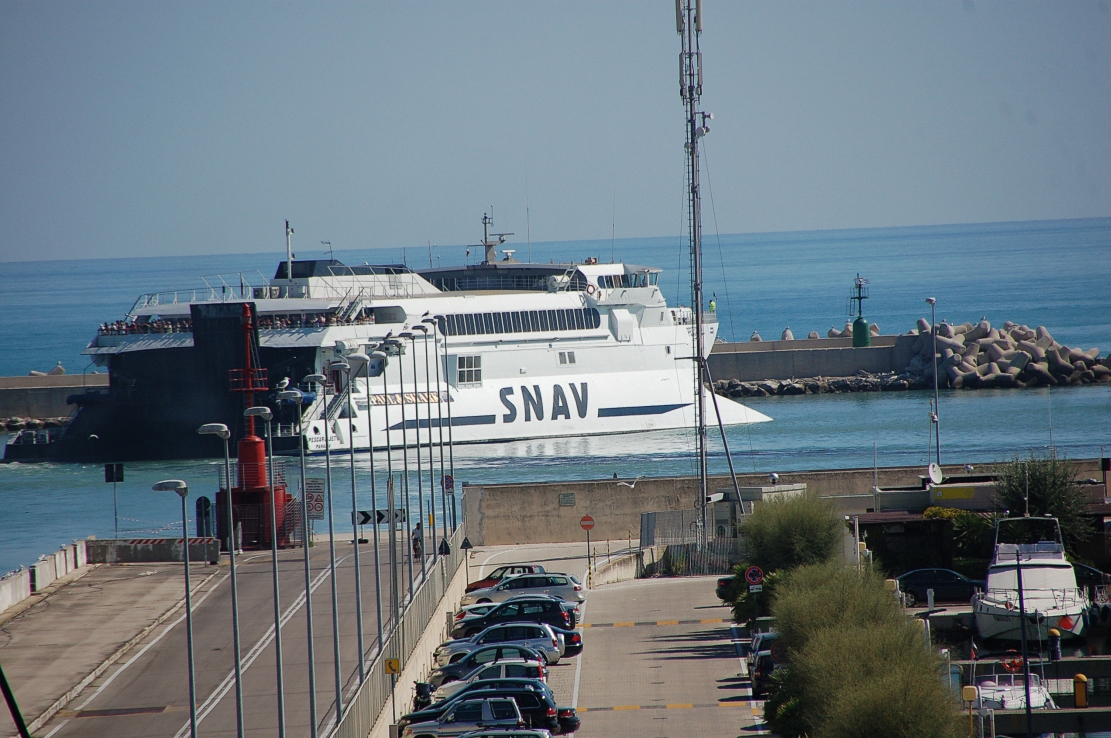
Aliscafo SNAV nella darsena commerciale

In passato erano attivi collegamenti con la sponda croata del Mare Adriatico:
 Croazia
- Vallegrande di Cùrzola/Vela Luka tramite SNAV
- Cittavecchia di Lesina/Stari Grad tramite SNAV, (stagionale dal 26 luglio al 30 agosto)
- Lesina/Hvar tramite SNAV

## Problema relativo ai fondali e destinazioni
In confronto agli altri grandi porti italiani sul mare Adriatico (Bari, Ancona, Ravenna, Venezia, Trieste) il porto di Pescara non ha avuto un grande sviluppo anche a causa del nuovo assetto portuale, ultimato nel 2005, che ne ha bloccato i traffici già limitati alle sole navi o traghetti di piccolo o medio tonnellaggio a causa dei suoi paraggi, costituiti da bassi fondali sabbiosi. Per questo motivo non vi sarebbe possibile un traffico passeggeri con navi di grosso tonnellaggio, se non a grande distanza a mare dalle attuali strutture. Lo sviluppo del traffico merci è stato comunque impedito dallo sviluppo delle costruzioni civili cittadine, che hanno soffocato il porto avendone occupato le aree circostanti.

## Sviluppi futuri e lavori di ammodernamento e ampliamento
Un'area molto importante per il futuro sviluppo del porto è quella dell'ex mercato ortofrutticolo Cofa, tra il porto turistico e la banchina sud del porto-canale, ormai in disuso; la camera di commercio di Pescara ha acquistato l'ex Cofa e le aree adiacenti, che dovranno essere recuperate e riqualificate. Nel frattempo, sono già stati realizzati diversi interventi come:
- Manutenzione ordinaria e straordinaria delle banchine nord e sud del bacino di Pescara;
- La costruzione di una struttura per i pescatori e di una pensilina per i “retieri”, gli addetti alla riparazione delle reti da pesca
- Fornitura e l’installazione di parabordi d’ormeggio in gomma;
- La costruzione di due blocchi per i servizi igienici nella sponda nord e nella sponda sud;
- Realizzazione di un impianto per la raccolta, il trattamento e il conferimento nella fognatura delle acque reflue di lavaggio del pescato delle banchine nord e sud;
- Rifacimento delle pavimentazioni esistenti, delle asfaltature e dei lastricati in pietra, con il ripristino delle opere accessorie (bitte, cordoli, dissuasori)[25].

Il nuovo Piano Regolatore portuale è stato approvato dal Comune il 25 luglio 2014, e successivamente approvato dalla Regione nel Novembre 2016; secondo il progetto, saranno realizzati nuovi lavori di ammodernamento e ampliamento del porto per il costo complessivo di 60 milioni di euro:
- Taglio diga foranea;
- La realizzazione di una darsena per i pescherecci allo scopo di eliminare dalle banchine nord e sud del porto canale l'attuale flotta di circa 70 imbarcazioni dedite alla pesca. La darsena sorgerà all'interno del lungo braccio che sarà realizzato sul versante nord del porto canale, contestualmente alla riduzione della diga foranea;
- Realizzazione di nuovi moli (nord e sud);
- Realizzazione pennello a mare di protezione della nuova foce fluviale;
- Completamento della deviazione del porto canale[27];
- Realizzazione di una scogliera soffolta che sarà da base per il nuovo molo settentrionale[17];
- La ridefinizione di tutta l'area portuale circostante (compresa parte dell'area ex Cofa), tramite prolungamento della SS 16 dir/C fino alla stazione marittima[28][29] e l'ampliamento delle banchine, con una maggiore escavazione dei fondali.
- Riqualificazione delle torri faro, con relativo ammodernamento delle luci[30].
- Riconversione dell’attuale stazione marittima del porto di Pescara in mercato ittico con relativo posizionamento sulla sponda sud del porto canale[31]

Gli interventi per l'ampliamento e l'ammodernamento del porto sono articolati in quattro fasi: nella prima fase verrà effettuata la deviazione del porto canale, mentre la seconda fase degli interventi riguarda la realizzazione del pennello di foce e la sopraelevazione della scogliera di radicamento; la terza fase invece i lavori riguarderanno la realizzazione dei due nuovi moli guardiani, mentre la quarta ed ultima fase è per il completamento della deviazione del porto canale.

## Caratteristiche e dati tecnici

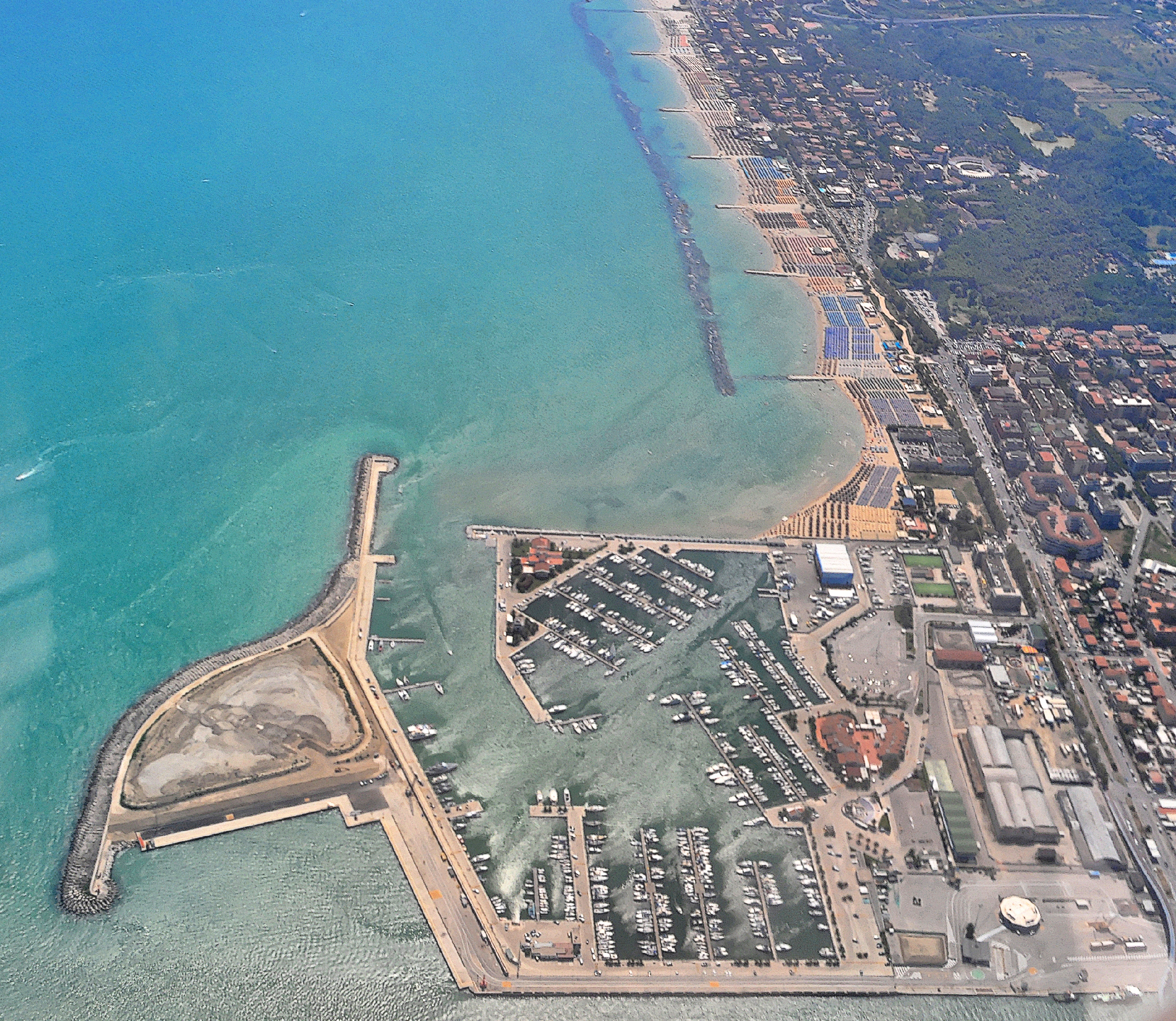
Il porto turistico

Superficie totale Marina di Pescara 
- oltre 200.000 m².

Fondo marino:
- fango e sabbia

Profondità Fondali:
- banchina pesca: da 0,50 a 3 m
- banchina commerciale porto canale: 5 m
- banchine darsena levante: 7 m
- Superficie piazzali banchine commerciali: 15.000 m², banchina porto di levante: 47.000 m²

Ormeggi e Caratteristiche Banchine:
- 2 banchine dedicate alla pesca con 92 punti d'attracco
- lunghezza banchina sud (compresa banchina commerciale): 885 metri
- lunghezza banchina nord: 590 metri
- lunghezza banchine darsena levante: 420 metri complessivi (220 m banchina di riva, 200 m banchina di levante)

Ulteriori caratteristiche
- Specchio acqueo: 105.000 m²
- Accosti Ro/Pax: n. 2 alle banchine del nuovo Molo di Levante
- Parcheggi veicoli in attesa di imbarco: Area portuale adiacente Stazione Marittima

Orario di accesso:
- ore diurne per unità superiori alle 150 t; continuo per le altre

Servizi e Strutture:
- Polizia
- Guardia di finanza
- Guardia costiera
- nº4 distributori gasolio
- gru mobili da 37, 70 e 120 t
- scalo d'alaggio
- riparazioni scafi in legno
- officine meccaniche nautiche
- pilotaggio
- ormeggiatori
- sommozzatori
- assistenza meteo e radar;

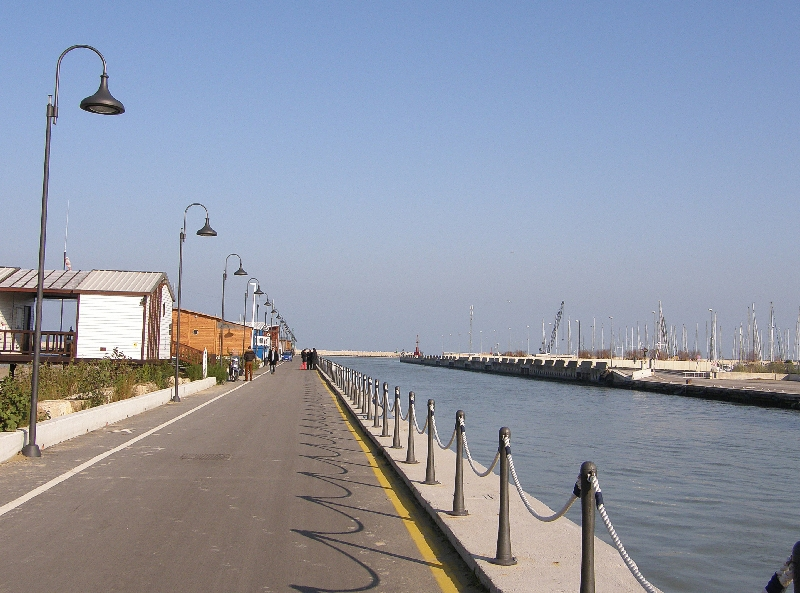
Fiume canale

- ascolto radio 24 ore su 24 VHF canali 6, 16
- servizio antincendio e antinquinamento
- scivoli di alaggio/varo
- ormeggio su corpo morto;
- assistenza ormeggio e sorveglianza 24 ore su 24 da personale specializzato
- in banchina: acqua potabile e non, elettricità, illuminazione, docce e servizi, box
- lubrificanti e S.I.F.
- servizi di bordo (bunkering, cambusa, lavanderia, marinaio a bordo, recupero in mare)
- centro di stoccaggio oli e batterie esauste
- 4 muletti
- rimorchiatori
- magazzini vari
- ponte per imbarco veicoli
- parcheggio per TIR
- dogana

## Dati di traffico merci e passeggeri
Questi sono i dati relativi alle merci e ai passeggeri per quanto riguarda il 2010
| Benzina ecologica        | 2264.026 t  |
| Gasolio                  | 20533.665 t |
| Sansa esausta            | 2630.00 t   |
| Coils                    | 12485.37 t  |
| Serbatoi                 | 2800 t      |
| Tubi metallici           | 1988.160 t  |
| Passeggeri sbarcati      | 11525       |
| Passeggeri imbarcati     | 11935       |
| Auto sbarcate            | 1871        |
| Auto imbarcate           | 2086        |
| Camper caravan sbarcati  | 58          |
| Camper caravan imbarcati | 78          |
| Moto sbarcate            | 147         |
| Moto imbarcate           | 198         |